# Radio Nederland Wereldomroep

Logo RNW

Radio Nederland Wereldomroep (RNW) – stacja radiowa Nederlandse Publieke Omroep, przeznaczona dla zagranicy. Większość programów nadawana jest po angielsku, hiszpańsku i do 2012 po niderlandzku. Są także audycje po portugalsku, francusku i indonezyjsku. Ramówka składa się przede wszystkim z wiadomości i komentarzy do wydarzeń w Holandii i Beneluxie. Stacja nadaje naziemnie na falach krótkich z Holandii, Madagaskaru, Bonaire i Niemiec. Na całym świecie dostępna jest przez Internet. RNW jest członkiem Euranet.